# Organización Internacional de Normalización
La Organización Internacional de Normalización es una organización para la creación de estándares internacionales compuesta por diversas organizaciones nacionales de normalización. Dado que la Organización Internacional de Normalización tendría diferentes siglas en distintos idiomas (IOS en inglés, OIN en francés por Organisation internationale de normalisation), sus fundadores decidieron darle la forma abreviada ISO. ISO procede del griego isos, que significa 'igual'. En todos los países, en todos los idiomas, siempre es ISO.
Fundada el 23 de febrero de 1947, la organización promueve el uso de estándares privativos, industriales y comerciales a nivel mundial. Su sede está en Ginebra (Suiza) y hasta 2015 trabajaba en 196 países.

## Introducción
La Organización Internacional de Normalización (ISO) es una organización independiente y no-gubernamental formada por las organizaciones de normalización de sus 167 países miembros. Es el mayor desarrollador mundial de estándares internacionales voluntarios y facilita el comercio mundial al proporcionar estándares comunes entre países. Se han establecido cerca de veinte mil estándares cubriendo desde productos manufacturados y tecnología a seguridad alimenticia, agricultura y sanidad.
El uso de estándares facilita la creación de productos y servicios que sean seguros, fiables y de calidad. Los estándares ayudan a los negocios a aumentar la productividad a la vez que minimizan los errores y el gasto. Al permitir comparar directamente productos de diferentes fabricantes, facilita que nuevas compañías puedan entrar en nuevos mercados y ayudar en el desarrollo de un comercio global con bases justas. Los estándares también sirven para proteger a los consumidores y usuarios finales de productos y servicios, asegurando que los productos certificados se ajusten a los mínimos normalizados internacionalmente.

## Nombre y siglas
Los tres idiomas oficiales de ISO son inglés, francés y ruso. El nombre de la organización en francés es Organisation internationale de normalisation, International Organization for Standardization en inglés y Международная организация по стандартизации en ruso. Según ISO, debido a que su nombre en diferentes idiomas tendría diferentes siglas ("IOS" en inglés, "OIN" en francés, etc.), la organización adoptó "ISO" como sus siglas en referencia a la palabra griega isos (ἴσος, traducido como igual) Sin embargo, durante las reuniones fundacionales de la nueva organización, esta palabra nunca fue mencionada, así que esta explicación podría haber sido imaginada posteriormente.
Tanto el nombre "ISO" como el logo son marcas registradas, y su uso está restringido.

## Historia

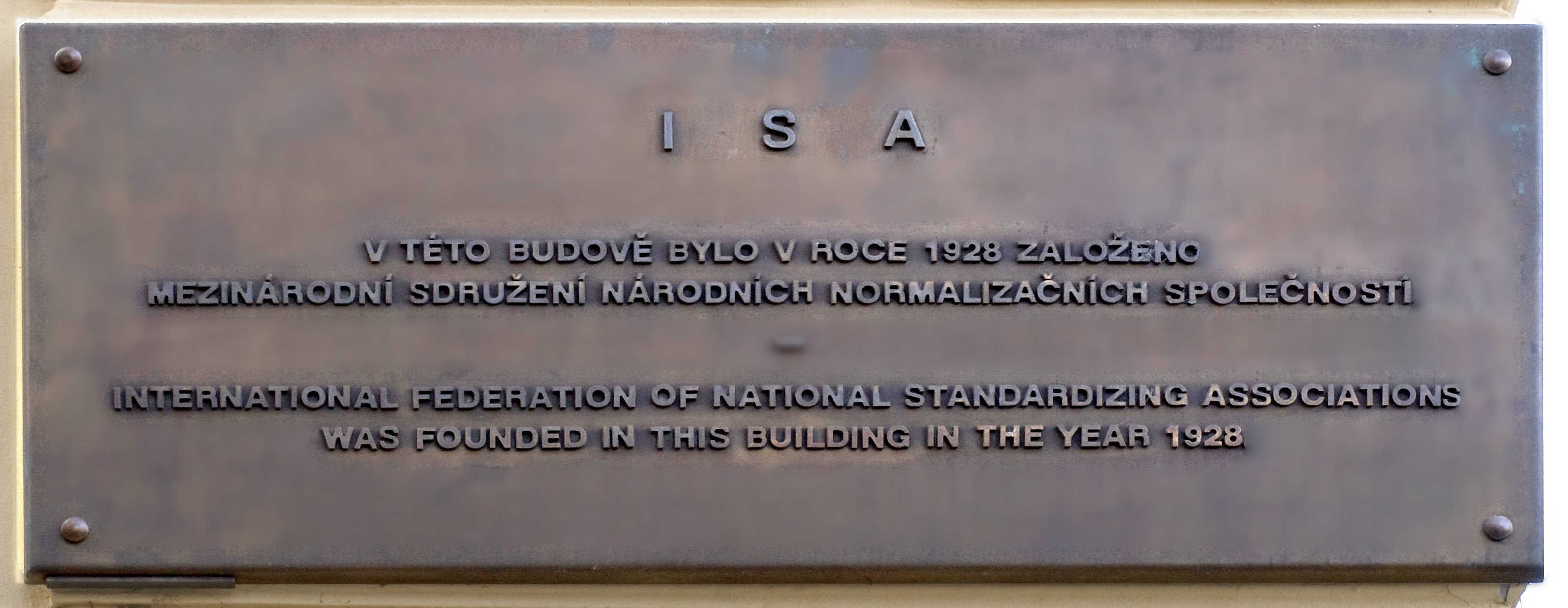
Placa señalando el edificio en Praga donde se fundó el predecesor de ISO, ISA.

La organización conocida hoy en día como ISO nació en 1926  como la Federación Internacional de Asociaciones de Estandarización Nacionales (ISA). Fue suspendida en 1942 durante la Segunda Guerra Mundial, pero tras la guerra se le propuso por parte del Comité Coordinador de Estándares de las Naciones Unidas (UNSCC) formar un nuevo cuerpo de estándares globales. En octubre de 1946, delegados de ISA y de UNSCC de 25 países se reunieron en Londres y decidieron unir fuerzas para crear la nueva Organización Internacional de Normalización; la nueva organización comenzaría oficialmente a operar en febrero de 1947.

## Estructura
ISO es una organización voluntaria cuyos miembros son autoridades reconocidas en normalización, cada uno representando a un país. Los miembros se reúnen anualmente en la Asamblea General para discutir los objetivos estratégicos de ISO. La organización está coordinada por un Secretariado Central con sede en Ginebra.
Un Consejo rotativo de 20 miembros proporcionan guía y gobierno, incluyendo el establecimiento de los presupuestos anuales del Secretariado Central.
La Junta de Administración Técnica es la responsable de cerca de 250 comités técnicos, quienes desarrollan los estándares ISO.

### Comités conjuntos con IEC
ISO ha formado varios comités conjuntos con la Comisión Electrotécnica Internacional (IEC) para desarrollar estándares y la terminología relacionados con áreas de tecnología eléctrica y electrónica.

#### ISO/IEC JTC 1
Tecnología de la Información
El Comité Conjunto Técnico ISO/IEC 1 (JTC 1) fue creado en 1987 para "desarrollar, mantener, promover y facilitar los estándares relacionados con la Tecnología de la Información".

#### ISO/IEC JTC 2
Proyecto de Comité Conjunto – Eficiencia energética y fuentes de energía renovables – Terminología común
El Comité Conjunto Técnico ISO/IEC 2 (JTC 2) se creó en 2009 con el propósito de «normalizar el campo de la eficiencia energética y las fuentes de energías renovables».

## Afiliación

Países miembro de ISO con derecho a voto
Miembros corresponsales (países sin un cuerpo nacional de normalización).
Miembros subscriptores (países con pequeñas economías)
Países no-miembros con códigos ISO 3166-1.

ISO tiene 167 países miembros, de un total de 206 países en el mundo.
ISO tiene tres categorías de miembros:
- Los Cuerpos miembro son cuerpos de normalización nacionales considerados los más representativos de cada país. Son los únicos miembros de ISO con derecho a voto.
- Los Miembros corresponsales son países que no tienen su propia organización de normalización. Estos miembros están informados sobre el trabajo de ISO, pero no participan en la promulgación de estándares.
- Los Miembros subscriptores son países con pequeñas economías. Pagan tarifas reducidas, pero pueden seguir el desarrollo de los estándares.

Los miembros participantes son llamados miembros "P", en contraposición a los miembros observadores, que son llamados miembros "O".

## Financiación
ISO está financiada por una combinación de:
- Organizaciones que administran proyectos específicos o prestan a expertos para participar en el trabajo técnico.
- Suscripciones de los cuerpos miembros. Estas suscripciones son proporcionales al producto interior bruto de cada país y sus cifras de comercio.
- Venta de estándares.

## Estándares Internacionales y otras publicaciones
Los principales productos de ISO son sus estándares internacionales. ISO también publica informes técnicos, especificaciones técnicas, especificaciones disponibles públicamente, erratas técnicas, y guías.
Estándares internacionales
Son designados utilizando el formato ISO[/IEC] [/ASTM] [IS] nnnnn[-p]:[yyyy] Título, donde nnnnn es el número del estándar, p es un número opcional de parte, yyyy es el año de publicación y Título describe el tema del estándar. IEC (de Comisión Electrotécnica Internacional se incluye si el estándar es el resultado del trabajo de ISO/IEC JT1 (El Comité Conjunto Técnico). ASTM (de Sociedad Estadounidense para Pruebas de Materiales) se usa para los estándares desarrollados junto a ASTM Internacional. yyyy y IS no se usan para estándares incompletos o que no hayan sido publicados y bajo determinadas circunstancias se pueden omitir del título de un trabajo publicado.
Informes técnicos
Son emitidos cuando un comité técnico o un subcomité reúne información de un tipo distinto del que normalmente se publica como un Estándar Internacional, tal como referencias y explicaciones. El convenio de denominación para estos es el mismo que para los estándares, excepto que se antepone TR en lugar de IS en el nombre del informe.
Por ejemplo:
- ISO/IEC TR 17799:2000 Code of Practice for Information Security Management
- ISO/TR 19033:2000 Technical product documentation — Metadata for construction documentation

Especificaciones técnicas y disponibles públicamente
Las especificaciones técnicas se pueden crear cuando "el tema en cuestión está todavía bajo desarrollo o cuando por cualquier otra razón existe la posibilidad en un futuro no inmediato de un acuerdo para publicar un Estándar Internacional". Una especificación disponible públicamente es normalmente una «especificación intermedia, publicada previamente al desarrollo de un Estándar Internacional compleor, o, en IEC puede ser una publicación conjunta publicada en colaboración con una organización externa». Por convenio, ambos tipos de especificaciones son nombradas de manera similar a los informes técnicos de la organización.
Por ejemplo:
- ISO/TS 16952-1:2006 Technical product documentation — Reference designation system — Part 1: General application rules
- ISO/PAS 11154:2006 Road vehicles — Roof load carriers

Erratas técnicas
A veces ISO también publica «erratas técnicas». Éstas son enmiendas hechas a estándares ya existentes debido a fallos técnicos menores, mejoras de usabilidad o extensiones de aplicabilidad limitada. Normalmente se publican con la intención de que el estándar afectado sea actualizado o retirado en la siguiente revisión prevista.
Guías ISO
Son metaestándares que cubren «materias relacionadas con la normalización internacional». Son nombradas utilizando el formato "ISO[/IEC]Guide N:yyyy: Título"
Por ejemplo:
- ISO/IEC Guide 2:2004 Standardization and related activities — General vocabulary
- ISO/IEC Guide 65:1996 General requirements for bodies operating product certification

Un estándar publicado por ISO/IEC es la última etapa en un largo proceso que normalmente comienza con la propuesta de un nuevo trabajo en un comité. Aquí se presentan algunas abreviaturas usadas para marcar un estándar cuando está en este estado:
- PWI – Objeto de Trabajo Preliminal (Preliminary Work Item)
- NP o NWIP – Nueva Propuesta (New Proposal) o Propuesta de Nuevo Ítem de Trabajo (New Work Item Proposal) (por ejemplo, ISO/IEC NP 23007)
- AWI – Ítem de Trabajo Aprobado (Approved new Work Item) (por ejemplo, ISO/IEC AWI 15444-14)
- WD – Borrador de Trabajo (Working Draft) (por ejemplo, ISO/IEC WD 27032)
- CD – Borrador de Comité (Committee Draft) (por ejemplo, ISO/IEC CD 23000-5)
- FCD – Borrador Final de Comité (Final Committee Draft) (por ejemplo, ISO/IEC FCD 23000-12)
- DIS – Borrador de Estándar Internacional (Draft International Standard) (por ejemplo., ISO/IEC DIS 14297)
- FDIS – Borrador Final de Estándar Internacional (Final Draft International Standard) (por ejemplo, ISO/IEC FDIS 27003)
- PRF – Prueba de un nuevo Estándar Internacional (Proof of a new International Standard) (por ejemplo, ISO/IEC PRF 18018)
- IS – Estándar Internacional (International Standard) (por ejemplo, ISO/IEC 13818-1:2007)

Abreviaturas usadas para enmiendas:
- NP Amd – Enmienda de Nueva Propuesta (New Proposal Amendment) (por ejemplo, ISO/IEC 15444-2:2004/NP Amd 3)
- AWI Amd – Enmienda de Nuevo Ítem de Trabajo (Approved new Work Item Amendment) (por ejemplo, ISO/IEC 14492:2001/AWI Amd 4)
- WD Amd – Enmienda de Borrador de Trabajo (Working Draft Amendment) (por ejemplo, ISO 11092:1993/WD Amd 1)
- CD Amd / PDAmd – Enmienda de Borrador de Comité (Committee Draft Amendment) / Enmienda de Borrador Propuesto (Proposed Draft Amendment) (por ejemplo, ISO/IEC 13818-1:2007/CD Amd 6)
- FPDAmd / DAM (DAmd) – Enmienda de Borrador Propuesto Final (Final Proposed Draft Amendment) / Borrador de Enmienda (Draft Amendment) (por ejemplo, ISO/IEC 14496-14:2003/FPDAmd 1)
- FDAM (FDAmd) – Enmienda de Borrador Final (Final Draft Amendment) (por ejemplo, ISO/IEC 13818-1:2007/FDAmd 4)
- PRF Amd – Enmienda de Prueba de un nuevo Estándar Internacional (Proof of a new International Standard Amendment) (por ejemplo, ISO 12639:2004/PRF Amd 1)
- Amd – Enmienda (Amendment) (por ejemplo, ISO/IEC 13818-1:2007/Amd 1:2007)

Otras abreviaturas:
- TR – Informe Técnico (Technical Report) (por ejemplo, ISO/IEC TR 19791:2006)
- DTR – Borrador de Informe Técnico (Draft Technical Report) (por ejemplo, ISO/IEC DTR 19791)
- TS – Especificación Técnica (Technical Specification) (por ejemplo, ISO/TS 16949:2009)
- DTS – Borrador de Especificación Técnica (Draft Technical Specification) (por ejemplo, ISO/DTS 11602-1)
- PAS – Especificación Disponible Públicamente (Publicly Available Specification)
- TTA – Evaluación de Tendencias Tecnológicas (Technology Trends Assessment) (por ejemplo, ISO/TTA 1:1994)
- IWA – Acuerdo de Taller Internacional (International Workshop Agreement) (por ejemplo, IWA 1:2005)
- Cor – Errata Técnica (Technical Corrigendum) (por ejemplo, ISO/IEC 13818-1:2007/Cor 1:2008)
- Guide – una guía para comités técnicos para la preparación de estándares.

Los Estándares Internacionales son desarrollados por los comités técnicos de ISO (TC) y subcomités (SC) por un proceso con seis etapas:
- Etapa 1: Etapa de proposición
- Etapa 2: Etapa de preparación
- Etapa 3: Etapa de comité
- Etapa 4: Etapa de investigación
- Etapa 5: Etapa de aprobación
- Etapa 6: Etapa de publicación

Los TC y SC pueden establecer grupos de trabajo (WG) de expertos para la preparación de borradores de trabajo. Los Subcomités pueden tener varios grupos de trabajo, los cuales a su vez pueden tener varios Subgrupos (SG).
| Código de etapa | Etapa         | Nombre del documento asociado      | Abreviatura                                             | Description  |
| --------------- | ------------- | ---------------------------------- | ------------------------------------------------------- | ------------ |
| 00              | Preliminar    | Ítem de trabajo preliminar         | PWI                                                     |              |
| 10              | Propuesta     | Propuesta de nuevo ítem de trabajo | NP or NWIP y NP Amd/TR/TS/IWA                           |              |
| 20              | Preparatoria  | Borrador o borradores de trabajo   | AWI, AWI Amd/TR/TS, WD y WD Amd/TR/TS                   |              |
| 30              | Comité        | Borrador o borradores de comité    | CD, CD Amd/Cor/TR/TS, PDAmd (PDAM), PDTR y PDTS         |              |
| 40              | Investigación | Borrador de investigación          | DIS, FCD, FPDAmd, DAmd (DAM), FPDISP, DTR y DTS         | (CDV in IEC) |
| 50              | Aprobación    | Borrador final                     | FDIS, FDAmd (FDAM), PRF, PRF Amd/TTA/TR/TS/Suppl y FDTR |              |
| 60              | Publicación   | Estándar Internacional             | ISO, TR, TS, IWA, Amd y Cor                             |              |
| 90              | Revisión      |                                    | ISO, TR, TS, IWA, Amd y Cor                             |              |
| 95              | Retirada      |                                    |                                                         |              |

Es posible omitir ciertas etapas, si hay algún documento con un cierto grado de madurez al principio del proyecto de normalización, por ejemplo un estándar desarrollado por otra organización. Las directrices de ISO/IEC también permiten el llamado "Procedimiento abreviado". En este procedimiento el documento es enviado directamente para aprobación como un Borrador de Estándar Internacional (DIS) a los cuerpos miembros de ISO o como un Borrador Final de Estándar Internacional (FDIS) si el documento fue desarrollado por un cuerpo internacional de normalización reconocido por el Consejo de ISO.
El primer paso -una propuesta de trabajo (Nueva Proposición)- es aprobado el subcomité o comité técnico relevante (por ejemplo, SC29 y JTC1 respectivamente en el caso de Moving Picture Experts Group - ISO/IEC JTC1/SC29/WG11). Un grupo de trabajo (WG) de expertos es establecido por el TC/SC para la preparación de un borrador de trabajo. Cuando el objetivo de un nuevo trabajo está lo suficientemente claro, alguno de los grupos de trabajo (por ejemplo, MPEG) normalmente hace una petición abierta de proposiciones -conocido como "petición de propuestas". El primer documento que es producido por ejemplo para los estándares de codificación de audio y vídeo es llamado un modelo de verificación (VM) (anteriormente también llamado un "modelo de simulación y prueba"). Cuando se alcanza la suficiente confianza en la estabilidad del estándar en desarrollo, se produce un borrador de trabajo (WD). Tiene la forma de un estándar, pero se mantiene internamente para ser revisado por el grupo de trabajo. Cuando un borrador de trabajo es lo suficientemente sólido y el grupo de trabajo está seguro que de ha desarrollado la mejor solución técnica para el problema tratado, este se convierte en un borrador de comité (CD). Si es necesario, es entonces cuando es enviado a los miembros P del TC/SE (los cuerpos nacionales) para votación.  
El CD pasa a ser un borrador final de comité (FCD) si el número de votos positivos está por encima del quorum. Varios borradores de comité pueden ser evaluados hasta que se alcance un consenso en su contenido técnico. Cuando se alcanza, el texto es finalizado para ser enviado como un borrador de Estándar Internacional (DIS). El texto es entonces enviado a los cuerpos nacionales para votación y ser comentado en un periodo de cinco meses. Es aprobado como un borrador final de Estándar Internacional (FDIS) si un las dos terceras partes de los miembros P del TC/SC están a favor y no más de un cuarto del total de votos emitidos son negativos. ISO celebrará entonces una votación con los Cuerpos Nacionales donde no se podrán proponer cambios técnicos al texto (una votación se sí/no), en un periodo de dos meses. Es aprobado como un Estándar Internacional (IS) si las dos terceras partes de los miembros P del TC/SC están a favor y no más de un cuarto de los votos emitidos son negativos. Tras la aprobación, solo se introducirán cambios menores editoriales en el texto. El texto final se envía al Secretariado Central de ISO, el cual lo publica como un Estándar Internacional.

## Productos con el nombre de ISO
El hecho de que muchos de los estándares creados por ISO son ubicuos ha llevado, en ocasiones, al uso de "ISO" para llamar al producto en sí que se adecúa a un estándar. Algunos ejemplos de ello son:
- Muchas imágenes de CD terminan con la extensión de archivo "ISO" para especificar que utilizan el estándar de sistemas de archivos ISO 9660 a diferencia de otros sistemas de archivos, por lo que dichas imágenes son llamadas comúnmente "ISOs". Técnicamente todos los ordenadores con unidades CD-ROM que puedan leer los CD utilizan este estándar. Algunos DVD-ROM también usa el sistema de archivos ISO 9660.
- La sensibilidad  de una película fotográfica a la luz (su escala de sensibilidad fotográfica) se describe en los estándares ISO 6, ISO 2240 e ISO 5800; por lo que normalmente la sensibilidad de la película se conoce como su número ISO.
- Al ser originalmente definido en el estándar ISO 518, la zapata de conexión para el flash en las cámaras fotográficas (hot shoe en inglés) es conocido como ISO shoe en el mundo anglosajón.

## Críticas
A excepción de un pequeño número de estándares aislados, los estándares ISO no están disponibles gratuitamente, cuyo coste ha sido visto por algunos sectores como demasiado elevado para proyectos pequeños software de código abierto.
Los procedimientos abreviados del ISO/IEC JTC1 (usado por Office Open XML y OpenDocument) han cosechado críticas con relación a la estandarización de Office Open XML. Martin Bryan, convocante del ISO/IEC JTC1/SC34 WG1, dijo al respecto:

Yo recomendaría a mi sucesor que tal vez es hora de pasar las sobresalientes normas de WG1 a OASIS, donde pueden obtener la aprobación en menos de un año, y luego, hacer un pedido PAS a ISO, con esto obtendrán mucha más atención y podrán ser aprobados mucho más rápido que una norma WG1 en la actualidad. 

La disparidad de normas para el PAS, Fast-Track y el comité de ISO generó normas que están convirtiendo a ISO en un hazmerreír en los círculos IT. Los días del desarrollo de estándares abiertos están desapareciendo rápidamente. En cambio, estamos obteniendo 'estandarización por corporación'.
Reporte de la actividad WG1 en diciembre de 2007 durante una reunión de ISO/IEC JTC1/SC34/WG1 en Kioto

El empresario en seguridad e inversor de Ubuntu, Mark Shuttleworth, comentó en el proceso de estandarización de Office Open XML que "cree que devalúa la confianza de la gente en el procedimiento de creación de estándares" y alegó que ISO no estaba llevando a cabo sus responsabilidades. También señaló que Microsoft ha presionado activamente a muchos países que tradicionalmente no han participado en ISO y formado comités con empleados de Microsoft, proveedores de soluciones y distribuidores afines a Office Open XLM.

Cuando se tiene un proceso que se basa en la confianza, y esta confianza es abusada, ISO debería detener el proceso... ISO es un club de ingeniería de los viejos muchachos y estas cosas son aburridas, así que tienes que tener mucha pasión … de repente, tienes una inversión de mucho dinero y cabildeo y obtienes resultados artificiales. El proceso no está diseñado para lidiar con el cabildeo corporativo intensivo, por lo que terminas con algo que es un estándar que no está claro..
Shuttleworth culpa a ISO por la victoria de OOXML